# Frank Butzmann
Frank Butzmann (Potsdam, RDA, 18 de diciembre de 1958) es un deportista alemán que compitió en vela en las clases Finn y Star.
Ganó una medalla de plata en el Campeonato Europeo de Finn de 1983 y dos medallas de plata en el Campeonato Europeo de Star, en los años 1997 y 1999.

## Palmarés internacional
| Campeonato Europeo | Campeonato Europeo        | Campeonato Europeo | Campeonato Europeo |
| Año                | Lugar                     | Medalla            | Clase              |
| ------------------ | ------------------------- | ------------------ | ------------------ |
| 1983               | Neusiedl am See (Austria) | Medalla de plata   | Finn               |

| Campeonato Europeo | Campeonato Europeo   | Campeonato Europeo | Campeonato Europeo |
| Año                | Lugar                | Medalla            | Clase              |
| ------------------ | -------------------- | ------------------ | ------------------ |
| 1997               | Varberg (Suecia)     | Medalla de plata   | Star               |
| 1999               | Helsinki (Finlandia) | Medalla de plata   | Star               |